# Hunky Dory
| Recensione | Giudizio |
| ---------- | -------- |
| Ondarock   |          |
| AllMusic   |          |

Hunky Dory è il quarto album in studio dell'artista inglese David Bowie, pubblicato nel 1971 dalla RCA Records e ristampato su compact disc per la prima volta nel 1985.
Così come l'album precedente, anche Hunky Dory fu apprezzato dalla critica ma non riscosse inizialmente un grande successo commerciale e venne rivalutato solo nel 1972 con la svolta di The Rise and Fall of Ziggy Stardust and the Spiders from Mars, arrivando al 3º posto nella classifica inglese oltre un anno e mezzo dopo la sua pubblicazione.
Hunky Dory si trova al 108º posto nella lista dei 500 migliori album della rivista Rolling Stone, al 3º posto in quella di NME, al 7º posto nella "All Time Top 100" di Melody Maker e al 25º posto nella classifica dei migliori album di sempre della rivista Mojo.

## Storia
(David Bowie)
Inserito cronologicamente tra l'hard rock occultista di The Man Who Sold the World e la fantascienza glam di The Rise and Fall of Ziggy Stardust and the Spiders from Mars, Hunky Dory presenta tutti gli elementi chiave della musica di Bowie ed è considerato il suo primo autentico "classico". Quello che il critico Stephen T. Erlewine ha definito «un assortimento caleidoscopico di stili pop uniti insieme dal senso visionario di Bowie, un vasto melange cinematografico di arte alta e bassa, sessualità ambigua, kitsch e classe».
Alla fine del 1970 Bowie iniziò a registrare alcuni demo negli studi londinesi di Radio Luxembourg e a provare molto del materiale che avrebbe convogliato su Hunky Dory, tra cui Oh! You Pretty Things. Il general manager e cofondatore della Chrysalis Records Bob Grace ha affermato in seguito: «Improvvisamente tutte queste grandi canzoni cominciarono ad apparire. Usavamo fare tutti i demo allo studio Radio Luxembourg perché era molto economico. Ricordo che i fili di connessione dei pickup delle chitarre non potevano essere più lunghi di pochi centimetri, altrimenti funzionavano da antenna e ricevevamo le chiamate di una vicina stazione di radiotaxi...». Dopo una breve parentesi rappresentata dal tour promozionale negli Stati Uniti, nella primavera del 1971 il cantante tornò in studio e riprese a sfornare nuovo materiale, tra cui Changes e Life on Mars?.

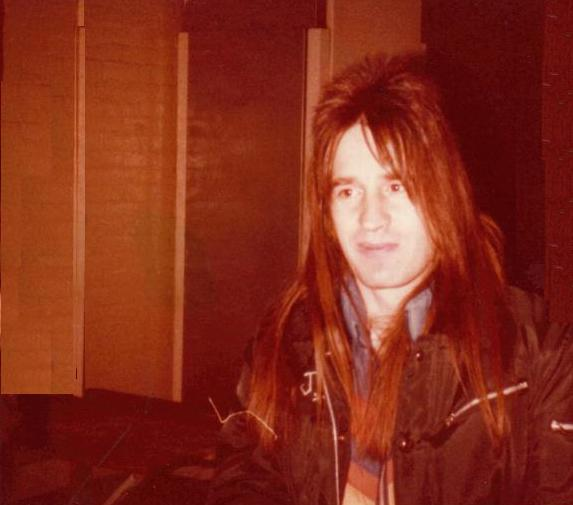
Con l'ingresso del bassista Trevor Bolder si completa il gruppo che dal 1972 sarà conosciuto come The Spiders from Mars.

Tra gli strumentisti presi in considerazione ce n'erano alcuni con i quali aveva collaborato nei mesi precedenti tra cui Terry Cox, il batterista di Space Oddity, e Tony Hill che nel 1968 con David aveva fatto parte dei Turquoise, ma in breve tempo arrivò alla conclusione che c'era una persona di cui non poteva fare a meno. Bowie telefonò a Mick Ronson, che dopo la registrazione di The Man Who Sold the World era tornato a Hull, e gli chiese di portare con sé Mick Woodmansey e un bassista. La prima scelta fu Rick Kemp, che si sarebbe invece unito agli Steeleye Span, e Ronson decise di coinvolgere Trevor Bolder con il quale aveva già lavorato nei Ronno. Cominciò così a delinearsi la band che sarebbe stata conosciuta dall'anno successivo come gli Spiders from Mars.
I tre si trasferirono nella residenza edoardiana di Bowie a Haddon Hall per provare le nuove composizioni e il cantante decise di sfruttare la sessione BBC del 3 giugno come vetrina per la sua crescente cerchia di musicisti e per alcune nuove canzoni tra cui Kooks. Dopo l'apparizione al Glastonbury Fayre del 23 giugno il gruppo si trasferì ai Trident Studios e l'incisione di Hunky Dory continuò per tutta l'estate.

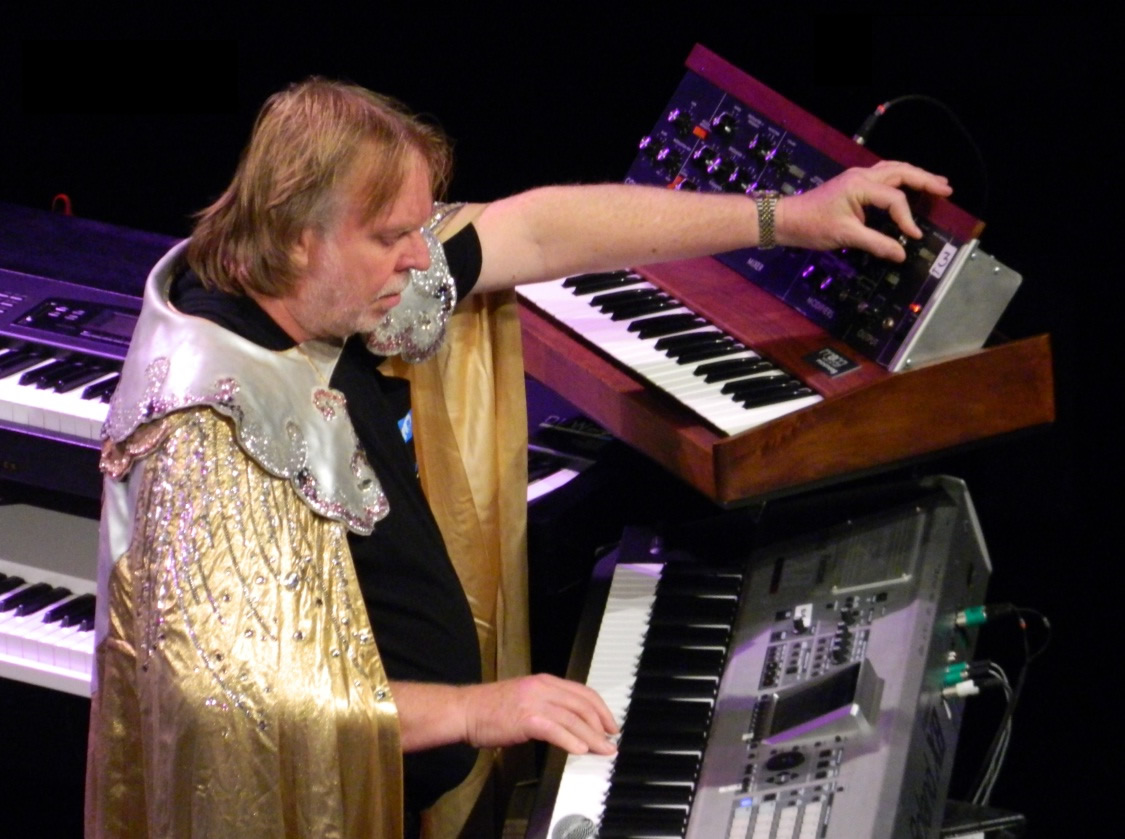
Il tastierista Rick Wakeman torna a collaborare con David Bowie dopo Space Oddity.

Un altro inserimento nella formazione fu quello del tastierista Rick Wakeman, con cui Bowie aveva già collaborato per Space Oddity e che avrebbe in seguito contribuito al successo degli Strawbs e degli Yes. «Mi invitò nella sua casa di Beckenham», raccontò in seguito, «mi disse di suonare tutte le note che volevo. Le canzoni erano incredibili, Changes, Life on Mars?, una dopo l'altra. Disse che voleva arrivare all'album partendo da una diversa angolazione, che le voleva basate sul pianoforte. Così mi disse di suonarle come avrei eseguito un pezzo di pianoforte e che lui avrebbe adattato tutto il resto attorno».
Le registrazioni iniziarono con un intoppo dal momento che alcuni membri del gruppo non avevano imparato le canzoni. Nel documentario radiofonico Golden Years del 2000, Rick Wakeman ricordò le parole di David: «Avete avuto buona sistemazione per le prove, siete stati pagati, questa è un'ottima opportunità, e non le avete imparate. Adesso prendete la vostra roba e andate a provarle da un'altra parte, torneremo in studio quando avrete imparato le canzoni... Quando ripresero le registrazioni, una o due settimane più tardi, il gruppo era caldissimo! Erano tutti bravissimi e i pezzi fluivano a meraviglia».

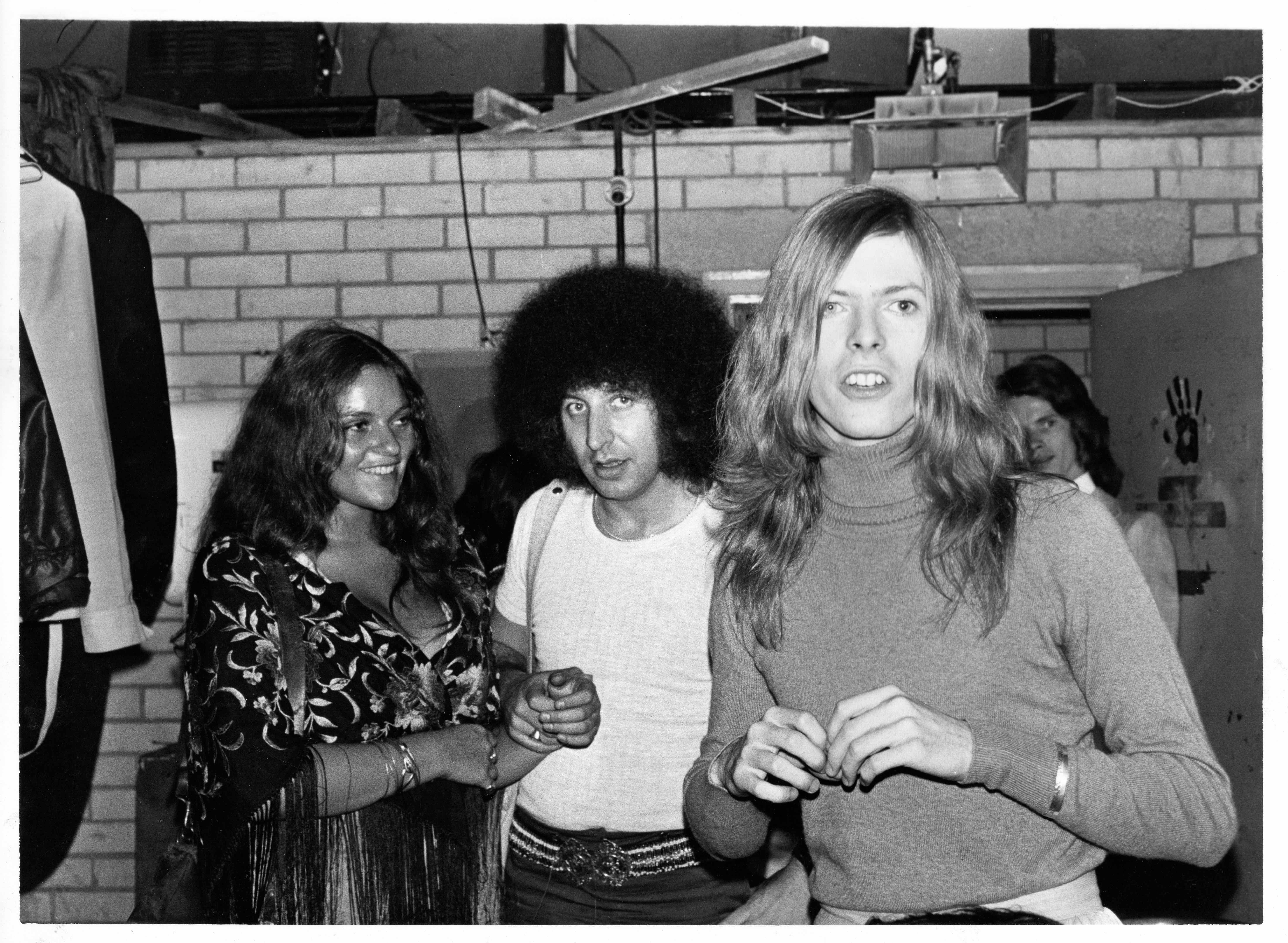
Dana Gillespie, Tony Defries e David Bowie, Andy Warhol's Pork alla Roundhouse di Camden Town a Londra 1971.

Ad agosto, il nuovo manager Tony Defries organizzò la stampa di 500 copie promozionali di un vinile chiamato BOWPROMO 1A1/1B1, con canzoni di Dana Gillespie su un lato e qualche brano di Bowie sull'altro, tra cui Bombers e le versioni iniziali di Kooks e Eight Line Poem. Defries volò a New York con il promo e in pochi giorni si assicurò un contratto con la RCA Records, il cui capo della sezione A&R Dennis Katz rimase sbalordito dal materiale. «Era teatrale, musicale, le canzoni erano eccellenti, c'era poesia vera, sembrava avere tutto».
Sotto la tutela di Wakeman, Bowie e Ronson trasformarono la natura pianistica delle composizioni in una serie di arrangiamenti acustici, con le uniche eccezioni di Queen Bitch e dell'assolo di chitarra in Song for Bob Dylan. Abbandonato l'hard rock di The Man Who Sold the World, il talento di Mick Ronson rivelò la sua educazione classica con sontuose orchestrazioni d'archi in brani come Fill Your Heart, Life on Mars? e Quicksand. In assenza di Tony Visconti, andato a sostenere l'astro nascente Marc Bolan, David reclutò Ken Scott per mixare e co-produrre l'album. Le note di copertina riportano infatti "Prodotto da Ken Scott (assistito dall'attore)", dove l'attore era probabilmente Bowie stesso che, secondo le parole dei critici di NME Roy Carr e Charles Shaar Murray, «amava pensare a se stesso come a un attore», oltre a suonare la chitarra, il sax e, come ironicamente riportato sempre nelle note, "le parti meno complicate di pianoforte".
David e Mick Ronson, insieme a Bob Grace, selezionarono i brani una notte a casa di Scott. Fra quelli esclusi dalla track list definitiva c'erano How Lucky You Are, Right On Mother, incisa da Peter Noone lo stesso anno, Bombers e It Ain't Easy.

## Pubblicazione e accoglienza
(Michael Watts, Melody Maker, 1972)
- Rock Magazine: «Hunky Dory è meglio di una settimana dallo strizzacervelli».[16]
- NME: «Hunky Dory è un capolavoro di una grande mente».[16]
- New York Times: «Una band sorprendentemente affiatata, guidata dalla figura carismatica del chitarrista Mick Ronson, che riesce a farti girare la testa con la sua intensità e a placarti il cuore con la sua delicatezza».[16]
- Rolling Stone: «Hunky Dory è la sua opera più facilmente accessibile, quindi più facilmente piacevole, dai tempi di Man Of Words/Man of Music del 1969».[17]

Hunky Dory uscì il 17 dicembre 1971, quando Bowie era già a metà strada nella registrazione dell'album successivo e stava programmando un ulteriore cambio sia d'immagine che di stile. Ciò mise in difficoltà l'ufficio marketing della RCA che non sapeva come promuoverlo, oltre ad avere dei dubbi riguardo al denaro già speso per un artista ritenuto un fenomeno da un brano solo. La campagna promozionale che ne risultò fu un fiasco e nonostante il supporto tentato con la pubblicazione del singolo Changes le vendite furono scarse e Hunky Dory non riuscì ad entrare in classifica.
Tuttavia l'album trovò rapidamente estimatori sia nel Regno Unito che negli Stati Uniti e la stampa fu pressoché unanime nel riconoscere il talento di David Bowie. Su NME venne definito «al meglio delle sue brillanti possibilità», mentre Melody Maker ne parlò come dell'erede di Mick Jagger. Il New York Times considerò Bowie come «l'uomo intellettualmente più brillante ad aver scelto il disco a 33 giri come mezzo di espressione», riconoscendogli la capacità di riuscire a «fondere soffuse melodie pop, semplici ma efficaci, con parole e arrangiamenti pieni di mistero e oscure allusioni». La rivista Rock lo definì «l'artista più singolarmente dotato che faccia musica oggi. Ha il genio per essere negli anni settanta ciò che Lennon, McCartney, Jagger e Dylan sono stati nei sessanta».

## Titolo
L'origine del titolo Hunky Dory, traducibile come "eccellente", venne rivelato il 3 giugno 1971 nel corso di una sessione radiofonica alla BBC. Il general manager della Chrysalis Records, Bob Grace, raccontò di un ex ufficiale della RAF, proprietario di un pub ad Esher, il cui vocabolario «era infarcito di espressioni gergali come "prang" e "whizzo". Un'altra era "è tutto hunky-dory". Lo dissi a David e gli piacque moltissimo».

## Temi e significati
Hunky Dory risulta, insieme all'album precedente, il più intimo e rivelatore fra i dischi di David Bowie. Già dal titolo del brano di apertura, Changes, si intuisce l'aria di mutamento che pervade l'album rispetto a The Man Who Sold the World. I cambiamenti investirono ogni aspetto della genesi dell'album, a partire dal nuovo manager Tony Defries che, subentrato a Kenneth Pitt, aveva procurato a Bowie un contratto con la RCA per la quale avrebbe pubblicato i successivi album fino a Scary Monsters (and Super Creeps). Ma i cambiamenti riguardarono anche il lungo e complesso processo di elaborazione dei testi e della musica e Bowie decise di abbandonare le improvvisazioni in studio e dedicare all'album tutto il tempo necessario e la sua piena creatività.

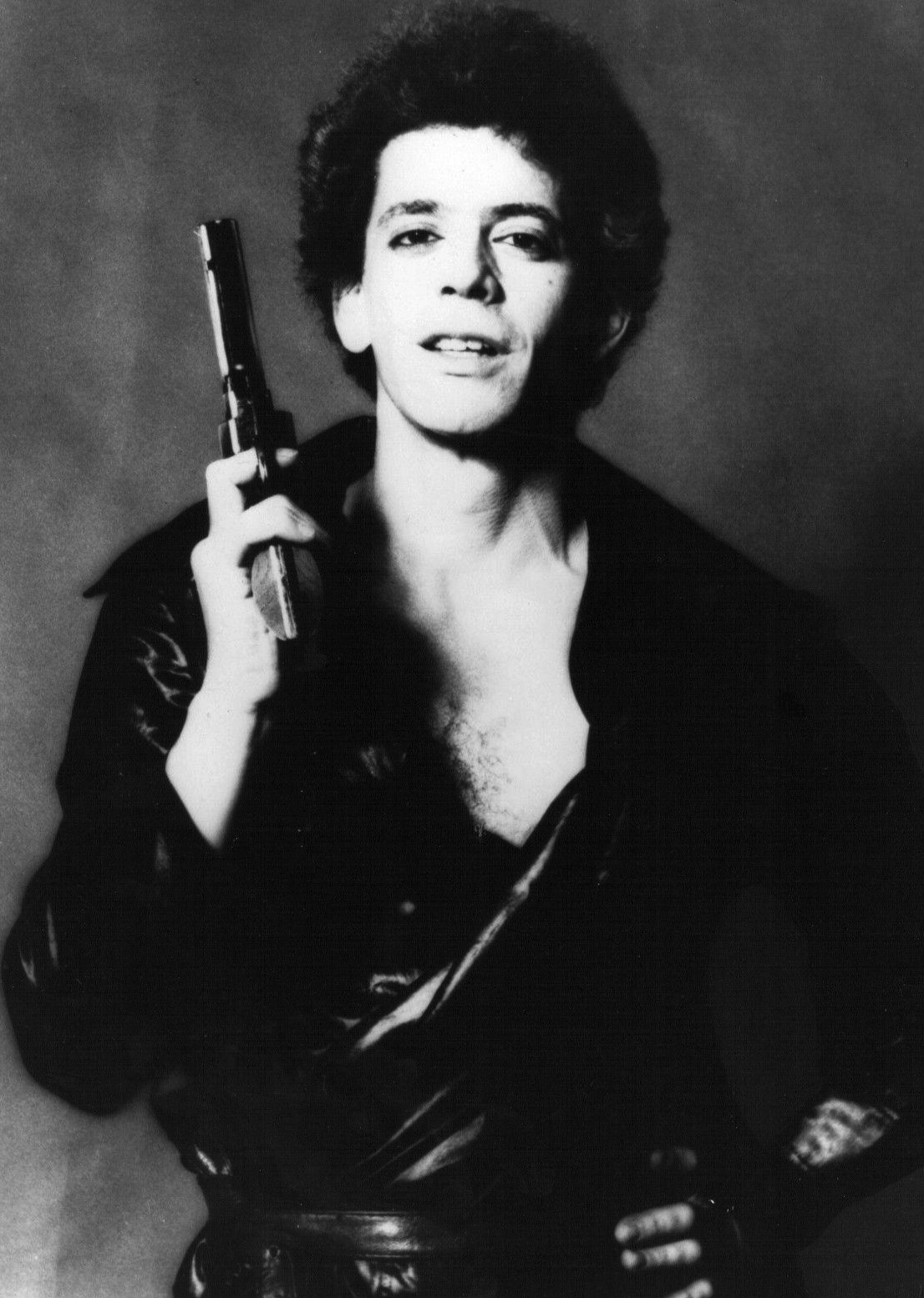
Lou Reed, insieme a Andy Warhol e Bob Dylan, è uno degli "eroi" di Bowie celebrati nella seconda facciata dell'album.

Con Hunky Dory David Bowie cominciò a manifestare il gusto della fusione tra musica e messa in scena e del prodotto sonoro come veicolo per elementi visivi teatrali, ciò che avrebbe rappresentato il suo marchio di fabbrica almeno fino a Low del 1977. Nel corso del 1971 iniziò a personalizzare il look e a capire l'importanza dei media, sfruttandoli per creare di sé l'immagine di una star. «Questo album è pieno dei miei cambiamenti e di quelli di alcuni dei miei amici», annunciò in una conferenza stampa, «è un album che mi ha aiutato a tirare fuori molti aspetti del mio modo di sentire, un sacco di schizofrenia».
Una fonte d'ispirazione fu il tour promozionale di febbraio negli Stati Uniti, grazie al quale conobbe la scena newyorkese ed entrò in contatto con realtà musicali ed estetiche diverse. Questo è particolarmente evidente nella seconda facciata dell'album, che inizia con Fill Your Heart, cover di Paul "Biff" Rose e Paul Williams, e prosegue con omaggi a Andy Warhol, Bob Dylan e Lou Reed. «L'intero album Hunky Dory rifletteva il mio recente entusiasmo per questo nuovo continente che mi si era spalancato davanti», ha detto nel 1999. «Accadde perché ero stato negli USA... fu la prima volta che una situazione esterna mi influenzò al 100%, tanto che modificò il mio modo di scrivere e cambiò totalmente il mio modo di guardare le cose».

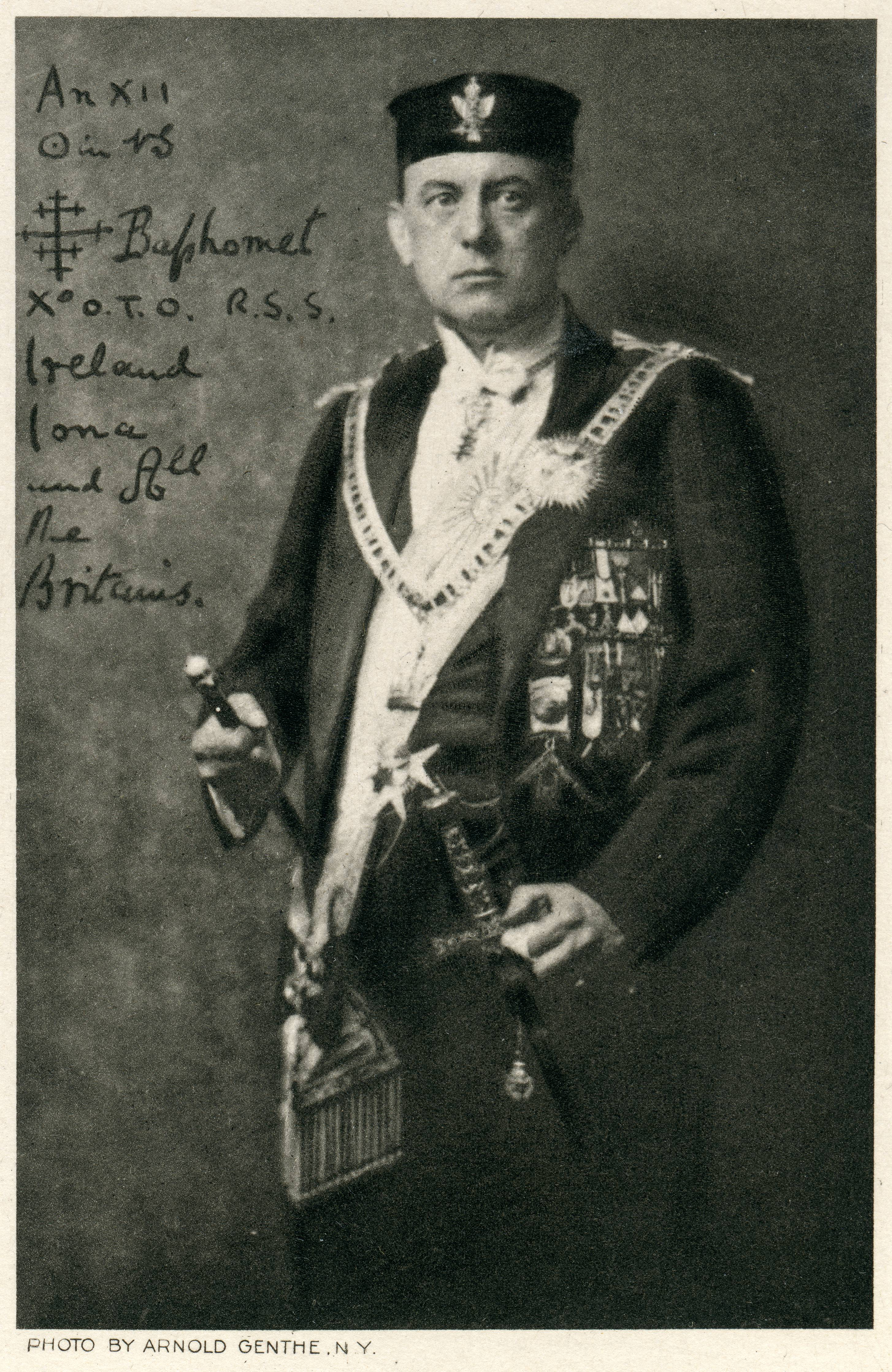
L'esoterista Aleister Crowley continua ad esercitare la sua influenza su David Bowie dopo The Man Who Sold the World.

In brani come Queen Bitch, The Bewlay Brothers e Oh! You Pretty Things comincia anche ad emergere l'ambiguità sessuale di Bowie, anche se è probabile che questo atteggiamento facesse parte di un più ampio concetto di teatralità che lo stava rapidamente spingendo verso la creazione di Ziggy Stardust. La primavera del 1971, durante la quale vennero scritti molti dei brani di Hunky Dory, fu un periodo che lo vide abbracciare la sottocultura gay di Londra con regolari visite al Sombrero di Kensington High Street e frequentazioni dell'entourage del dress designer Freddi Burretti. Secondo la ex moglie Angela, «la gente del Sombrero cominciò quasi subito a fornirci il carburante. Il materiale su Hunky Dory veniva direttamente dalle loro vite e dai loro atteggiamenti». Il 24 aprile, spinto dalla circolazione di The Man Who Sold the World con il travestimento in copertina, David raccontò al Daily Mirror di essere «ambiguo e tutto il resto», aggiungendo di non riuscire «a respirare in un'atmosfera convenzionale... trovo la libertà solo nell'ambito della mia stessa eccentricità», il tutto con nove mesi di anticipo sulla famosa intervista pubblicata da Melody Maker in cui avrebbe dichiarato la sua presunta omosessualità.
Ma il tema del cambiamento che pervade tutto l'album portò con sé anche la consapevolezza che la gioventù e la passione vengono consumate dall'inevitabile scorrere del tempo e dalla decadenza, un timore wildeano presente in tracce come Changes, Quicksand e The Bewlay Brothers. Hunky Dory non si limitò però a trattare l'angoscia creativa e introduce anche un elemento ottimistico con Kooks, dedicata al figlio Duncan che Angela aveva dato alla luce il 30 maggio 1971 e il cui soggetto attribuisce un senso più positivo a brani come Oh! You Pretty Things e Changes. Nel luglio 1972 Ron Ross scrisse su Words & Music: «Si tratta di canzoni di padri e figli. Oh! You Pretty Things, ad esempio, si rivolge agli adolescenti ma la voce sembra essere quella di un vecchio outsider che osserva i cambiamenti che lo stanno attraversando. D'altra parte Kooks è una canzoncina intonata sullo stile di Your Mother Should Know che tenta di sedurre un bambino a rimanere con i suoi irrimediabilmente eccentrici genitori, vale a dire Bowie e sua moglie Angie».
Accanto a questa celebrazione del cambiamento, all'interno di Hunky Dory si possono rintracciare altri temi ricorrenti nella produzione di Bowie. Life on Mars? e Andy Warhol fanno entrambe riferimento all'arte, in particolare al grande schermo, l'atteggiamento ambiguo dell'album precedente nei confronti di guide e profeti prosegue con riferimenti a Friedrich Nietzsche e soprattutto al poeta occultista inglese Aleister Crowley, che aveva già esercitato un'influenza tangibile sull'opera di Bowie e che continuerà ad esercitarla in seguito, mentre The Bewlay Brothers riguarda la sua relazione con la malattia mentale e col fratellastro schizofrenico Terry, che aveva già trovato posto in All the Madmen e The Width of a Circle dell'anno precedente e che accompagnerà l'immaginario bowieano per molti anni.

## Accoglienza
Nel settembre 1972, sulla scia del successo di The Rise and Fall of Ziggy Stardust and the Spiders from Mars e della crescente fama internazionale di David Bowie, Hunky Dory venne rivalutato e riuscì ad entrare in classifica nel Regno Unito. Il successo fu tale che l'album arrivò al 3º posto della Official Albums Chart, due posizioni più in alto di Ziggy Stardust, e sarebbe rimasto in classifica fino al febbraio 1975. «Hunky Dory mise in movimento una fantastica onda lunga», ricordò Bowie nel 1999, «credo che mi abbia assicurato, per la prima volta in vita mia, un vero pubblico. Voglio dire, la gente veniva da me e mi diceva "Buon disco, belle canzoni". Una cosa del genere non mi era mai successa prima».
Nel Regno Unito Hunky Dory ha fatto nuovamente ingresso in classifica con le successive riedizioni e il 25 gennaio 1982 è stato certificato disco di platino dalla BPI. Nel 2016, dopo la morte di David Bowie l'album ha guadagnato nuova popolarità ed è entrato nelle classifiche di molti Paesi, arrivando al 9º posto nel Regno Unito e al 57º negli Stati Uniti.
| Paese         | Anno | Posizione | Classifica                                    |
| ------------- | ---- | --------- | --------------------------------------------- |
| Australia     | 1972 | 39        | ARIA Albums Chart                             |
| Australia     | 2016 | 45        | ARIA Albums Chart                             |
| Austria       | 2016 | 52        | Ö3 Austria Top 40                             |
| Danimarca     | 2016 | 26        | Album Top-40                                  |
| Francia       | 2016 | 62        | Syndicat national de l'édition phonographique |
| Italia        | 2016 | 57        | Classifica Album                              |
| Norvegia      | 2001 | 23        | VG-lista                                      |
| Nuova Zelanda | 2016 | 30        | RIANZ                                         |
| Regno Unito   | 1972 | 3         | Official Albums Chart                         |
| Regno Unito   | 1980 | 32        | Official Albums Chart                         |
| Regno Unito   | 1990 | 39        | Official Albums Chart                         |
| Regno Unito   | 1997 | 74        | Official Albums Chart                         |
| Regno Unito   | 2001 | 39        | Official Albums Chart                         |
| Regno Unito   | 2009 | 87        | Official Albums Chart                         |
| Regno Unito   | 2016 | 9         | Official Albums Chart                         |
| Stati Uniti   | 2016 | 57        | Billboard 200                                 |
| Svezia        | 2016 | 16        | Sverigetopplistan                             |
| Svizzera      | 2016 | 32        | Schweizer Hitparade                           |

## Copertina
Per l'immagine da utilizzare sulla copertina di Hunky Dory David Bowie si rivolse al fotografo Brian Ward. Fra le soluzioni vagliate ce n'era una in stile "faraone egizio", una come sfinge e una nella posizione del loto, tutte idee che il cantante aveva già espresso ad aprile nella sua intervista a Rolling Stone («Ha in mente di apparire sul palco agghindato un po' come Cleopatra», scrisse il giornalista John Mendelsohn).
Alla fine nessuna delle foto venne utilizzata e la scelta ricadde su un'immagine più semplice, ispirata ad un ritratto dell'attrice Greta Garbo che rispecchiava i riferimenti cinematografici contenuti nell'album: un primo piano di Bowie con lo sguardo sognante e malinconico perso nel vuoto e i lunghi capelli biondi raccolti tra le mani. La fotografia fu ricolorata dal suo vecchio amico George Underwood per suggerire l'idea di un manifesto dipinto a mano dei tempi del muto. In un periodo in cui molte copertine di album collocavano gli artisti come figure minuscole su uno sfondo post-psichedelico, David scelse apertamente e ironicamente di enfatizzare la sua icona di star.
Tra le edizioni dell'album uscite nei vari Paesi esistono differenze riguardanti il carattere e il colore del titolo, ad esempio, giallo in Australia, nero in Canada e bianco in Germania. In Spagna, dove Hunky Dory venne pubblicato con il sottotitolo A Pedir de Boca, la copertina riportava immagini diverse sul retro, di colore blu e con i titoli dei brani stampati con caratteri tipografici anziché scritti a mano. In Nuova Zelanda la RCA non riuscì a inviare in tempo il materiale per il "fronte" di copertina, così la divisione neozelandese della casa discografica decise semplicemente di usare il retro su entrambi i lati.

## Tracce
Testi e musiche di David Bowie, tranne dove diversamente indicato.
Lato A
1. Changes – 3:37
2. Oh! You Pretty Things – 3:12
3. Eight Line Poem – 2:55
4. Life on Mars? – 3:53
5. Kooks – 2:53
6. Quicksand – 5:08

Lato B
1. Fill Your Heart – 3:07 (Rose, Williams)
2. Andy Warhol – 3:56
3. Song for Bob Dylan – 4:12
4. Queen Bitch – 3:18
5. The Bewlay Brothers – 5:22

### Tracce bonus della riedizione 1990
Testi e musiche di David Bowie.
1. Bombers (Inedita, 1971) – 2:38
2. The Supermen (Versione inedita, 1971) – 2:41
3. Quicksand (Demo acustico, 1971) – 4:43
4. The Bewlay Brothers (Remix inedito) – 5:19

## Formazione
- David Bowie - voce, chitarra elettrica, chitarra acustica, sax alto, sax tenore, pianoforte
- Mick Ronson - chitarra elettrica, chitarra acustica, mellotron, percussioni, cori
- Trevor Bolder - basso, tromba
- Mick Woodmansey - batteria
- Rick Wakeman - pianoforte

## Brani

### Changes
Pubblicata nel gennaio 1972 come primo 45 giri estratto dall'album, Changes è un'amara riflessione in cui Bowie ricorda gli insuccessi e le auto-reinvenzioni, affrontando anche il conflitto generazionale. Col tempo è diventata una delle sue incisioni chiave pur non essendo stata una hit da classifica alla sua uscita, ed è considerata da molti come il suo manifesto musicale.

### Oh! You Pretty Things
Bowie torna su un territorio già esplorato l'anno precedente in The Supermen, nel quale aveva immaginato l'avvento imminente di una razza di uomini superiori con spiccati richiami alla filosofia di Friedrich Nietzsche. Il concetto viene ribadito con le "cose graziose" del titolo che rappresentano una specie più evoluta che alla fine stabilirà il proprio dominio soppiantando l'homo sapiens.

### Eight Line Poem
È forse uno dei brani forse meno conosciuti dell'album, un'istantanea scattata in una camera di città in cui Bowie è accompagnato dal pianoforte di Rick Wakeman e da una linea di chitarra country suonata da Mick Ronson. Il testo, che secondo lo scrittore William S. Burroughs ricordava The Waste Land di Thomas Stearns Eliot, è quanto mai criptico e se nella traccia precedente il cantante guardava il mondo dissolversi dalla sua finestra, qui viene guardato a sua volta dal suo cactus e da un gatto, con le grandi attività dell'universo sostituite dal vuoto arido del suo appartamento.
Il 21 settembre 1971 venne eseguita nella sessione BBC registrata per Sounds of the 70s con Bob Harris e quattro giorni dopo fece parte della scaletta del festival di Aylesbury.
Nel 2015 è stata pubblicata come lato B di Changes in un 45 giri uscito in versione picture disc per il Record Store Day.
Una cover è stata pubblicata dai Bastard Noise in uno split con gli Spastic Colon uscito nel 1998.

### Life on Mars?
Altro brano entrato a far parte dei classici di David Bowie, Life on Mars? è un'esplosione di caotico "glamour" contrapposto alla grigia esistenza della protagonista che si rifugia nelle immagini dei canali televisivi in cerca di una via di fuga dai litigiosi genitori. Nel giugno 1973 venne decisa la sua pubblicazione come 45 giri per sfruttare la crescente "Ziggymania".

### Kooks
Dedicata al "Piccolo Z", come riportano le note di copertina dell'album, Kooks è un'affettuosa dedica al figlio Duncan Zowie che la moglie Angela aveva dato alla luce il 30 maggio 1971. Bowie scrisse il brano in quei giorni e la eseguì nella sessione BBC del 3 giugno, una delle rare occasioni in cui venne proposta dal vivo.

### Quicksand
Come molte delle tracce dell'album, questa ballata acustica combina una melodia apparentemente semplice con un testo introverso e pieno di oscuri presagi. Attraverso una spirale di riferimenti a Churchill, Himmler e Nietzsche, il cantante medita sulle sue capacità inespresse e suggerisce di abbandonare ogni speranza per il futuro, pur evidenziando un bisogno di approfondimento e di indagine dell'Essere.

### Fill Your Heart
L'unica composizione che non porta la firma di David Bowie, e che all'ultimo minuto rimpiazzò Bombers come traccia di apertura del lato B dell'album, è opera dei cantautori statunitensi Paul "Biff" Rose e Paul Williams. Con il suo inno al pensiero positivo e il vivace andamento in stile music hall sostenuto dal sassofono di Bowie fornisce un contrappunto all'angoscia di brani quali Quicksand e The Bewlay Brothers, evocando un senso di pace e consolazione e promettendo che i dolori della coscienza possano essere alleviati semplicemente con l'amore.
Fill Your Heart faceva parte del repertorio dal vivo di Bowie già dalla fine degli anni sessanta e venne eseguita nelle sessioni BBC registrate il 5 febbraio 1970 e il 21 settembre 1971. Quattro giorni dopo fu il brano d'apertura dell'esibizione al festival di Aylesbury.

### Andy Warhol
Pubblicata il 7 gennaio 1972 come lato B di Changes, è probabilmente il più noto tra i tributi di Hunky Dory dedicati alle influenze statunitensi di David Bowie, il cui interesse per il guru della Pop art era emerso già nel 1969 quando aveva tentato, con scarso successo, di ricreare a Beckenham un "laboratorio artistico" ispirato alla Factory dell'artista americano.

### Song for Bob Dylan
Quello che comincia come un omaggio diventa ben presto un'arringa piuttosto che un elogio. Bowie sottolinea il ruolo di Dylan come voce di un'intera generazione e conferma la sensazione che la sua capacità di sollevare interrogativi sui valori politici e sociali fosse in declino, così come la sua direzione artistica. Come dichiarò nel 1976, «Era in quel periodo che dissi "Ok, se non vuoi farlo tu, lo faccio io". Intravedevo un vuoto di leadership».

### Queen Bitch
L'ultimo dei tributi che compongono la seconda parte di Hunky Dory è un dichiarato omaggio a Lou Reed e all'influenza esercitata sul modo di comporre di Bowie da brani come I'm Waiting for the Man e White Light/White Heat. Tre anni dopo sarebbe stata pubblicata come lato B di Rebel Rebel.

### The Bewlay Brothers
Definita "una delle più dense e impenetrabili incisioni di Bowie", l'ultima traccia dell'album è una ballata folk psichedelica in cui il cantante affronta la paura della pazzia congenita, secondo l'interpretazione più accreditata un resoconto del rapporto con il fratellastro affetto da schizofrenia Terry Burns, che aveva esercitato una forte influenza su David durante la sua infanzia e la cui figura era già stata d'ispirazione per l'album The Man Who Sold the World.

## Riedizioni
Nel 1985 è uscita la prima versione in compact disc di Hunky Dory e in seguito l'album è stato ripubblicato diverse volte.
Nel 1990 è stata distribuita un'edizione rimasterizzata che includeva quattro tracce bonus tra cui l'inedita Bombers, frenetica satira hippy definita da Bowie «una specie di parodia di Neil Young». Una prima incisione del 1969 venne pubblicata come singolo promozionale negli Stati Uniti mentre la versione inclusa come bonus track fu registrata durante le sessioni dell'album di cui avrebbe dovuto essere il brano d'apertura della seconda facciata al posto di Fill Your Heart, ma venne scartata all'ultimo momento.
| Anno | Formato | Etichetta    | Paese                            | Note                        |
| ---- | ------- | ------------ | -------------------------------- | --------------------------- |
| 1980 | LP      | RCA Records  | Europa, USA                      |                             |
| 1985 | CD      | RCA Records  | Europa, USA                      |                             |
| 1990 | CD      | EMI/Rykodisc | Regno Unito, USA, Giappone       | Edizione rimasterizzata     |
| 1990 | LP      | EMI/Rykodisc | Europa                           | Edizione rimasterizzata     |
| 1996 | LP      | EMI/Rykodisc | USA                              | Edizione limitata Au20 Gold |
| 1997 | LP 180g | EMI          | Regno Unito                      | Edizione limitata           |
| 1999 | LP 180g | EMI/Virgin   | Europa, USA                      | Edizione rimasterizzata     |
| 2001 | LP      | Simply Vinyl | Regno Unito                      | Edizione rimasterizzata     |
| 2007 | CD      | EMI          | USA, Giappone                    | Edizione rimasterizzata     |
| 2009 | CD      | EMI          | Giappone                         | Edizione limitata SHM       |
| 2014 | CD      | Parlophone   | Europa, USA                      | Edizione rimasterizzata     |
| 2015 | CD      | Parlophone   | Europa, USA, Australia, Giappone | Edizione rimasterizzata     |
| 2016 | LP 180g | Parlophone   | Europa, USA                      | Edizione rimasterizzata     |